# 静岡観光バス横転事故
静岡観光バス横転事故（しずおかかんこうばすおうてんじこ）は、2022年10月13日に、静岡県駿東郡小山町の県道で発生したバス事故である。

## 概要
2022年10月13日午前11時50分頃、静岡県駿東郡小山町須走の県道「ふじあざみライン」で、クラブツーリズムが主催した日帰りバスツアーの大型観光バスが横転する事故が発生した。埼玉県西部から富士山五合目まで行くバスツアーで、乗客34人と運転手・添乗員各1人の計36人が乗っていた。
事故現場は富士山五合目須走口からカーブが続く下り坂で、運転手がバスを制御不可能となって左右に蛇行するダッチロール状態となり、運転手が「ブレーキが効かない!」と叫ぶと、ベテラン女性添乗員は「サイドブレーキ!」と答え、直ちにマイクで乗客に対し「シートベルトを着けてください」と指示したが、その直後にバスは横転した。この事故により、乗客の70代女性1人が死亡したほか、35人が負傷した。
バスを運転していた26歳の運転手は、過失運転致傷の現行犯で静岡県警察に逮捕された。事故を起こした運転手は、バス運転手になることを夢と目標としており、そのために大型免許を取得し、トラック運転手から始めて経験を積み、東京都内の大手バス会社に入社したものの、コロナ禍でバスを運転する機会が少なく経験を積めないと、地元である埼玉県の美杉観光バスへ転職し、観光バス運転手になる夢を叶えて熱心に仕事に取り組んでいた。物を運ぶトラックと比べ、人を運ぶバス運転手の仕事にやりがいと大きな責任を感じると、事故前に本人が語っていたという。
クラブツーリズム株式会社および、貸切バス運行会社である株式会社美杉観光バス（本社：埼玉県飯能市美杉台）は、事故を受けて会社公式ウェブサイトに謝罪文を掲載し、また記者会見を開いて謝罪した。
国土交通省は、道路運送法に基づき美杉観光バスに対する特別監査を行ったほか、事業用自動車事故調査委員会（国交省の外部機関）も事故の調査を開始した。この事故は、日本バス協会「貸切バス事業者安全性評価認定制度」三つ星事業者による初の死亡事故であると発表された。

## 原因
10月21日までの静岡県警察と自動車メーカーとの調査では、ギアがニュートラルに入っており、エンジンブレーキが利かなかった可能性があるとの検証結果を発表した。大型バスのフィンガーシフト式変速機は、エンジンブローによる火災防止目的で一定の速度を超えている時は一段ずつしかシフトダウンできない構造となっており、レバーを一気に低速の位置に入れても、実際にはギアは選択されず、ニュートラルのままで警告灯と警告音で知らせる仕組みとなっている。このためフットブレーキの踏みすぎによるフェード現象が生じ、ブレーキが利かなかった可能性が高いとみられている。運転手は「ブレーキが効かなくなった」と供述したが、捜査関係者はスリップ痕などから、軽くブレーキはかかっていたとの見解を発表している。
事故を起こした運転手は若くて経験が浅く、会社で十分な研修を受けていなかった。社長は記者会見にて、当該運転手について「トラック会社や他のバス会社の勤務を経て2021年7月に入社し、小さいバスから始めて送迎バスの運転を経て、2022年春頃から観光バスの運転を始め、今回のルートは初めての乗務だった」と述べている。
また、クラブツーリズム・近畿日本ツーリストのバスツアーは行程がガチガチで、阪急交通社や読売旅行など同業他社のバスツアーと比べても立ち寄り場所が多く「お得感」を煽る一方で、コースに無理な行程があると指摘されており、バス社内では「ベテラン運転手でないとこなせない」と言われていたが、人手不足から十分な研修をしないまま、若手運転手に乗務させていた。
そして、事故現場となったふじあざみラインは無料道路だが、有料道路の富士スバルラインとは異なり、急勾配でカーブもあり大型観光バスでの走行は危険なため、大手バス会社では断ることもあるという。バスツアーでは遅延が発生するとそれだけ乗客の自由行動時間が減るため、運転手にプレッシャーがかかることから、経験の浅い若手運転手が焦ってフットブレーキを多用した結果、フェード現象が生じてブレーキが効かなくなった可能性も指摘されている。こうしたクラブツーリズムの無理な行程と、コースの道路状況の悪さが重なり、さらにそれを経験の浅い若手運転手に担当させたことが事故の遠因にあると、添乗員や運転士・ガイド・元乗務員から指摘されている。

そこまでしても美杉がクラブツーリズムの仕事を取りたがったのは、貸切バス会社はシーズンオフの夏と冬は仕事が減るため、大手旅行代理店の年間契約を取ることが有力な収入源となるという事情があり、そのためには専用車両も用意し（事故車両はクラブツーリズム塗装車だった）、無理な行程や乗務員のやり繰りも飲まざるを得ないという貸切バス業界の事情があった。都市間ツアーバス問題の教訓が活かされず、同様の事故が起きてしまった。

## 刑事裁判
2023年2月、静岡地方検察庁沼津支部は、フットブレーキの使用を控えながら進行する注意義務を怠ったとして、自動車運転処罰法違反（過失致死傷）罪で運転手を在宅起訴した。同年9月26日、静岡地方裁判所沼津支部は元運転手に対し禁錮2年6月の判決を言い渡した。野沢晃一裁判官は「多くの命を預かる立場にありながら、注意事項を守らず事故を起こした。過失の程度は重い」と述べ、その上で「被害者の数が多く、腕や指の切断など重い傷害を負った者が複数おり、結果は非常に重大だ」として、実刑が相当と判断した。
判決を受け、美杉観光バスは同日付で「弊社事故による当該乗務員の判決につきまして」と題した文章を会社公式ウェブサイトに掲載し「今回の判決を厳粛に受け止め、更なる安全管理、乗務員指導等を徹底して参る所存です」と謝罪した。

## 事故後
美杉観光バスは事故後、 2023年1月5日に「美杉観光バス安全憲章」を策定し、事故再発防止と安全対策の強化を掲げた。
また同社は会社公式ウェブサイトに、事故から1年後の2023年10月13日に「令和4年10月13日のふじあざみラインでの事故より一年が経ちました。」と題した文章を掲載、2年目の2024年10月13日には「安全を誓いました」と題した文章を掲載し、改めて謝罪の意を表した。また2024年10月13日には事故現場で早朝に献花したことを記し、「今後も忘れる事無く、二度とあの様な惨事を起こさぬ為、更に気持ちを引き締め、安全で安心な運行を進めて参る事を献花と共にお誓いして参りました」と述べた。